# Couche physique

Exemple d'interconnexions en niveau de couche physique

Dans le domaine des réseaux informatiques, la couche physique est la première couche du modèle OSI (de l'anglais Open Systems Interconnection, « Interconnexion de systèmes ouverts »).

## Principes
La couche physique est chargée de la transmission effective des signaux électriques, radiofréquences ou optiques entre les interlocuteurs.

Son service est généralement limité à l'émission et la réception d'un bit ou d'un train de bits continu (notamment pour les supports synchrones comme la fibre optique).  
Cette couche est chargée de la conversion entre bits et signaux électriques ou optiques.

Elle est en pratique toujours réalisée par un circuit électronique spécifique.
Le service de cette couche est approximativement défini par :
- la norme ISO 7498-1 ;
- précisée par ISO 10022 ;
- précisée par la recommandation X211 du CCITT.

Dans le cas des réseaux Ethernet, les données sont transmises sur la couche physique par un PHYceiver.

## Quelques encodages de couche 1
- Codages en bande de base : 
  - BHDn ;
  - Biphase ou Manchester ;
  - Bipolaire simple ou d'ordre 2 ;
  - Manchester différentiel ;
  - Miller ;
  - MLT-3 ;
  - HDB3 ;
  - NRZ ;
  - NRZI.